# Kapten Sabeltand och den magiska diamanten
Kapten Sabeltand och den magiska diamanten (norska: Kaptein Sabeltann og den magiske diamant) är en norsk-belgisk animerad film från 2019 i regi av Abdel Mouna och Rasmus A. Sivertsen efter ett manus av Karsten Fullu.

## Handling
Den livsfarliga djungelprinsen Maga Kahn och den onda drottningen Sirima har äntligen fått tag på den magiska diamanten. Rykten säger att den kan uppfylla önskningar vid fullmåne. Maga Kahn drömmer om att kunna stå emot solen så att han kan röra sig fritt ut ur den mörka djungeln, men innan månskenet kommer blir diamanten stulen av pojken Marco. En arg Maga Kahn skickar alla sina apsoldater in i djungeln för att jaga pojken. Den magiska diamanten måste återbördas, kosta vad det kosta vill! Samtidigt har Pinky slagit sig ner i Kjuttaviga och lever sorglösa dagar, medan Sunniva har tråkigt och drömmer om äventyr. Äventyret kommer från en oväntad plats när kapten Sabeltand och hans mest betrodda män plötsligt dyker upp. Snart befinner sig Pinky och Sunniva ombord på Black Lady i jakt efter den magiska diamanten.

## Rollista
| Roll                          | Norsk originalröst      | Svensk röst               |
| ----------------------------- | ----------------------- | ------------------------- |
| Kapten Sabeltand              | Kyrre Haugen Sydness    | Jan Åström                |
| Sunniva                       | Siri Skjeggedal         | Fabienne Glader           |
| Pinky                         | Leonard Valestrand Eike | Hugo Gummeson             |
| Marco (Pincys lillebror)      | Ida Valestrand Eike     | Axel Adelöw               |
| Maga Kahn                     | Bartek Kaminski         | Anders Öjebo              |
| Maga Kahn                     | Åge Sten Nilsen (sång)  | Anders Öjebo              |
| Sirima - Maga Khans drottning | Charlotte Frogner       | Annica Smedius            |
| Baltazar                      | Jon Øigarden            | Oscar Harryson            |
| Långeman                      | Tobias Santelmann       | Andreas Rothlin Svensson  |
| Benjamin                      | Trond Fausa Aurvåg      | Magnus Mark               |
| Skojarn                       | Jan Martin Johnsen      | Göran Gillinger           |
| Pelle                         | Kris Olsen              | Jakob Stadell             |
| Pysen                         | Jonas Urstad            | Tobias Ågren              |
| Tant Bassa                    | Laila Goody             | Irene Lindh               |
| Papegojan Turid               | Kristin Grue            | Paulina Åberg             |
| Bykvinna                      | Kari Simonsen           |                           |
| Lech                          |                         | Adam Fietz                |
| Övriga röster                 |                         | Dominique Pålsson Wiklund |

- Översättare – Sofia Caiman
- Regissör och inspelningstekniker – Ingemar Åberg
- Mixtekniker – John Strandskov
- Produktionsledare – Maria von Schéele
- Svensk version producerad av BTI Studios[5]